# 最終便にまにあえば
「最終便にまにあえば」（さいしゅうびんにまにあえば）は1989年6月21日に発売された郷ひろみ59作目のシングル。

## 解説
テレビ朝日系レギュラー番組『郷ひろみの宴ターテイメント』主題歌。アナログレコードのプロモ盤が存在する（規格品番:XDSH93227）。収録曲2曲とも、郷の手による作詞。

## 収録曲
全曲　作詞：郷ひろみ　　
1. 最終便にまにあえば（4分23秒）　　
  - 作曲：塩塚博／編曲：難波正司
2. あの夏の日　（4分03秒）
  - 作曲：岩田雅之／編曲：吉田建